# Nordannälden
Nordannälden är en by, sedan 2015 klassad som en småort, i Näskotts distrikt (Näskotts socken) i Krokoms kommun, Jämtlands län (Jämtland). Byn ligger vid Länsväg 340 och Näldsjön, cirka 11 kilometer från Krokom och 32 kilometer från Östersund.